# Karl Roy

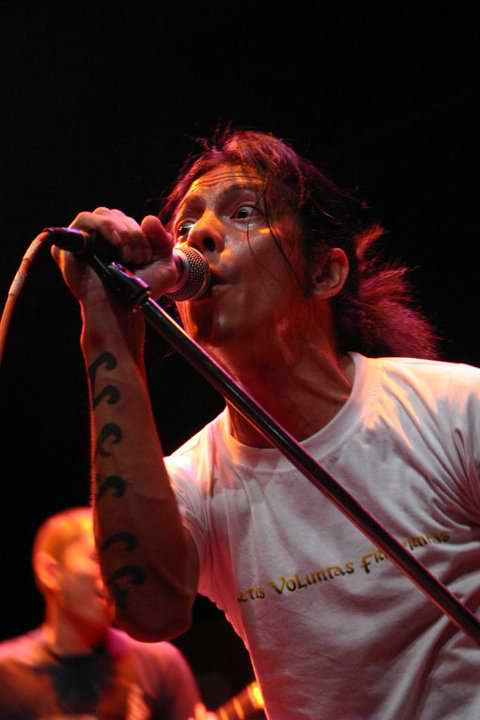
Karl Roy in 2005

Karl Roy (Manilla, 25 mei 1968 - San Juan, 13 maart 2012) was een Filipijns rockzanger. Hij was de leadzanger van Advent Call, P.O.T en Kapatid. Roy was een kleinzoon van senator Jose Roy en de oudere broer van Kevin Roy van Razorback.

## Biografie
Roy begon zijn carrière in de jaren 80 als leadzanger van de alternatieve groep Advent Call. Pas jaren later werd hij bekend bij het grote publiek als zanger van de in 1996 door hem opgerichte rockband P.O.T., toen deze groep een grote hit had met "Yugyugan Na", een cover van een nummer van de Filipijnse band The Advisors. P.O.T. hield in 2005 op te bestaan. Twee jaar daarvoor formeerde hij samen met Nathan Azarcon (bass), J-Hoon Balbuena (drums), Ira Cruz (gitaar) en Chico Molina  (gitaar) de groep Kapatid. Met Kapatid bracht hij de albums Kapatid (2003) en Luha (2006) uit. Hoewel Roy na Yugyugan Na geen grote hit meer scorede, groeide hij mede door zijn rock-imago uit tot publiekslieveling. In september 2007 kreeg Karl Roy kort na thuiskomst van de opname van een tv-reclame voor San Miguel Red Horse-bier een beroerte, die de rechterzijde van zijn lichaam verlamde. Hij herstelde echter en trad in oktober 2011 nog op met Kapatid.
Op zondag 11 maart 2012 werd hij opgenomen in het Cardinal Rufino Santos Hospital in San Juan met een longoedeem. Kort daarop overleed hij op 43-jarige leeftijd aan een hartstilstand.

## Bron
- (en)  NR Ramos, Karl Roy, Rock Legend Dies, The Manila Bulletin (13 maart 2012)
- (en)  Pocholo Concepcion, Rock star Karl Roy, one of local music’s best acts; 43, The Philippine Daily Inquirer (14 maart 2012)